# Władysławów (powiat janowski)
Władysławów – wieś sołecka w Polsce położona w województwie lubelskim, w powiecie janowskim, w gminie Dzwola.
| SIMC    | Nazwa | Rodzaj             |
| ------- | ----- | ------------------ |
| 0791102 | Dychy | część miejscowości |

W latach 1975–1998 miejscowość należała administracyjnie do województwa tarnobrzeskiego. Według Narodowego Spisu Powszechnego (III 2011 r.) liczyła 75 mieszkańców i była najmniejszą miejscowością gminy Dzwola.

## Historia
Wieś Władysławów powstała w 1827 roku podczas regulacji gruntów na terenie dawnej osady leśnej Dychy (Dziś Dychy stanowią część Władysławowa) - wzmiankowanej w 1718 r. W połowie XIX w. miejscowość zamieszkiwało 43 gospodarzy we wsi był młyn i karczma, później powstały dwie leśniczówki. Podczas powstania styczniowego działały tutaj oddziały Flisa i Prężyny.

W okresie międzywojennym powstała tu szkoła powszechna. Według spisu powszechnego z roku 1921 miejscowość Władysławów w gminie Kocudza posiadała 72 domy i 366 mieszkańców. Podczas II wojny światowej stanowił oparcie dla oddziału NOW- AK Ojca Jana. Wydawano tu biuletyn konspiracyjny, łąki służyły za zrzutowisko.